# Foruli
Foruli, hoy llamada Civitatomasa a 734 m s. n. m. y con 269 habitantes, es una fracción de la comuna de Scoppito a su vez de la Provincia de Aquila en Italia Central. También llamada burgo Civitatomassa.

## Foruli
La primera referencia a Foruli la encontramos en la Eneida. Virgilio enumera los lugares de donde proceden las huestes que van a la guerra y entre ellas se encuentra la de los foruli. Aunque esta referencia y la que hace mucho tiempo después Salvatore Massonio en sus escritos de historia del Abruzo sobre la ubicación de Foruli han sido controversiales, por los hallazgos arqueológicos en Civitatomasa se tiene a esta última como el sitio donde se encontraba Foruli.

Foruli era el interior de una Villa (habitaciones privadas de carácter residencial) con cisternas y agua canalizada. Se hallaba sobre la colina donde se encuentra el centro habitado actual y la necrópolis hacia el Este y Oeste.

Fue residencia de importantes personajes públicos de la ciudad de Amiternum, sobrevivió hasta el s. IV y corrió la misma suerte que su vecina ciudad. Las diversas fases constructivas que se observan en las labores arqueológicas del lugar y la presencia de numerosos testimonios epigráficos, testimonian un asentamiento humano prolongado y más que definir a Foruli como Vicus de la época Imperial, ilustran la presencia de magistrados y patrones de rango elevado que dan gran vitalidad al pueblo hasta el siglo V.

El sitio ha sido objeto de varias campañas arqueológicas (a finales del siglo XIX y entre 1952 y 1972) que han sacado a la luz una palestra con mosaicos y decoraciones pictóricas de notable interés. Pero el elemento más importante es sin duda la estatuaria. En efecto, en el Museo Archeologico Nazionale d´Abruzzo se conservan las estatuas procedentes de Foruli. Se trata de estatuas de personajes de aquella comunidad, vestidas con la toga típica romana o desnudas según el modelo heroico helenístico. Estas esculturas (“retrato de un viejo”, un “condotiero” y un “atleta” del siglo I a. C. y el “personaje sentado con toga” de edad imperial) provienen de lo que fue la palestra y probablemente representan a los miembros de una familia local que había evidentemente contribuido en la realización del mismo edificio. En 1972 se halló otra estatua viril con toga. Algunas piezas se muestran actualmente en la Plaza de Civitatomassa (cornisa de capitel, una estatua viril sentada y los restos de una pilastra funeraria con inscripción).

## Civitatomassa
Según Carlo Franchi, en los tiempos de los normandos, aquel burgo comenzó a ser llamado de manera impropia Civitate o Civita (ciudad), y después cuando comenzaron los feudos a tener mayor desarrollo en el Reino de Nápoles, le fue concedido a un tal Thomaso. De aquí adquirió el nombre de Civita di Thomaso y en el tiempo que el autor escribió (1752) se le llamaba Civita Tomassa.

Hoy Civitatomassa es un pequeño pueblo de apenas 269 habitantes. Cerca de Piazza Antica Foruli están las Iglesias de San Juan Bautista y de San Gabriele dell´Addorata. Fuera del centro habitado se encuentra la Iglesia dedicada a la Madonna del Mazzetto que conserva un fresco de excepcional calidad artística de la Madonna del Latte de finales del siglo XV.